# Bărbătești, Vâlcea
Bărbătești là một xã thuộc hạt Vâlcea, România. Dân số thời điểm năm 2002 là 3873 người.